# Coenosia minor
Coenosia minor är en tvåvingeart som beskrevs av Huckett 1965. Coenosia minor ingår i släktet Coenosia och familjen husflugor. Inga underarter finns listade i Catalogue of Life.